# ساليدا (كولورادو)
ساليدا (بالإنجليزية: Salida, Colorado)‏ هي مدينة تقع في مقاطعة تشافي - مقر المقاطعة بولاية كولورادو في الولايات المتحدة. تأسست عام 1880، تبلغ مساحتها 6.7 (كم²)، وترتفع عن سطح البحر 2159 م، بلغ عدد سكانها 5236 نسمة في عام 2010 حسب إحصاء مكتب تعداد الولايات المتحدة وتصل الكثافة السكانية فيها 785.5 نسمة/كم2.

## معرض صور

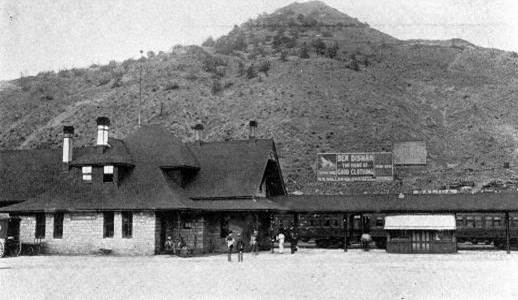
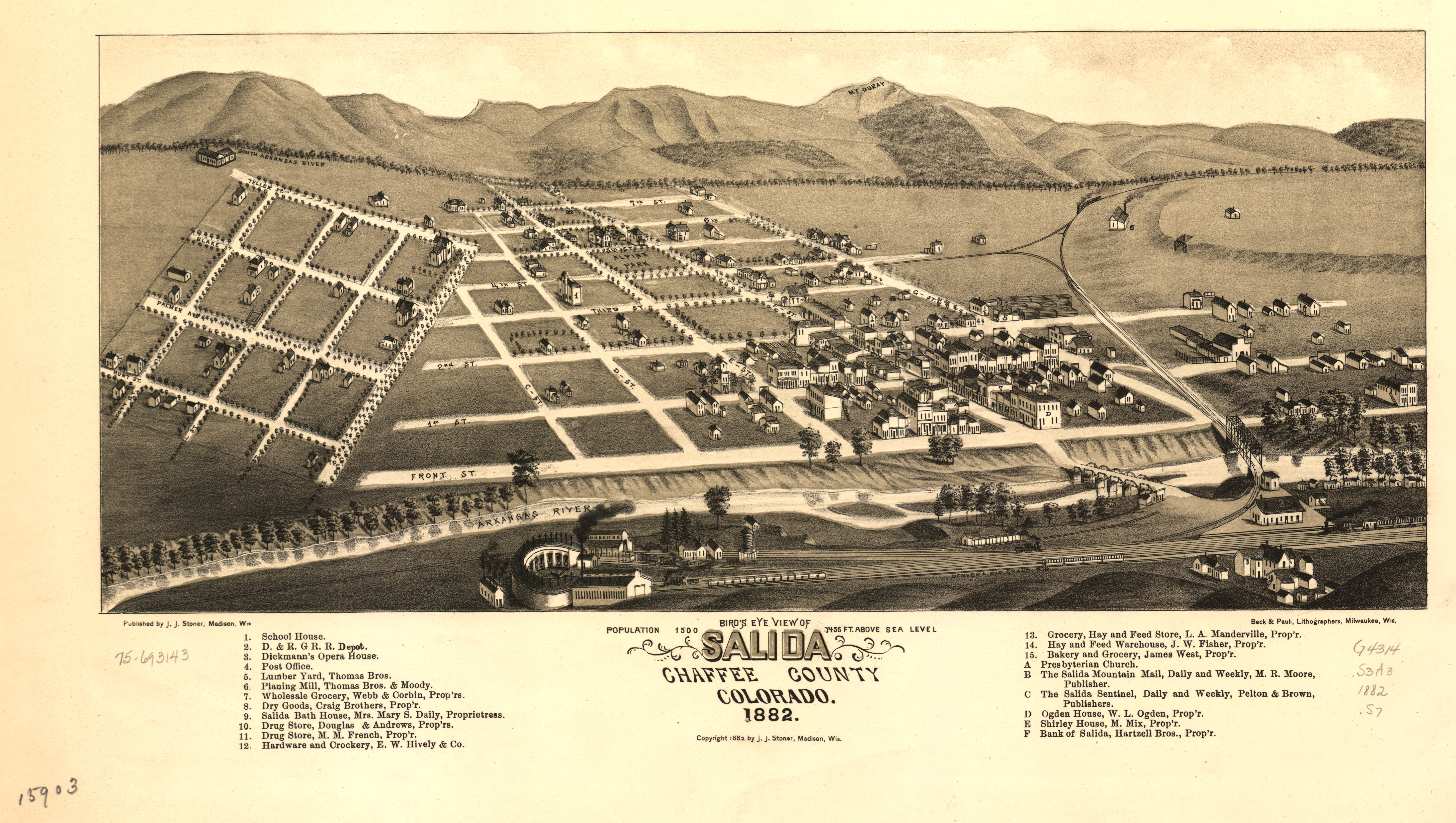
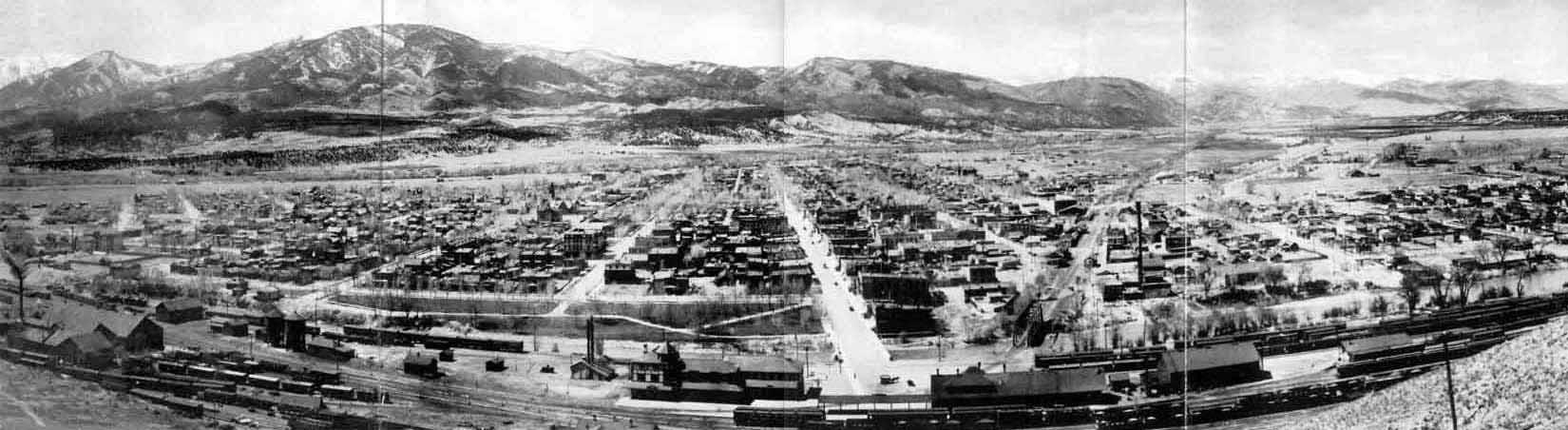

## أعلام
- إلين أندرسون
- ليزلي وايت